# Cryptantha
Cryptantha är ett släkte av strävbladiga växter. Cryptantha ingår i familjen strävbladiga växter.

## Bildgalleri

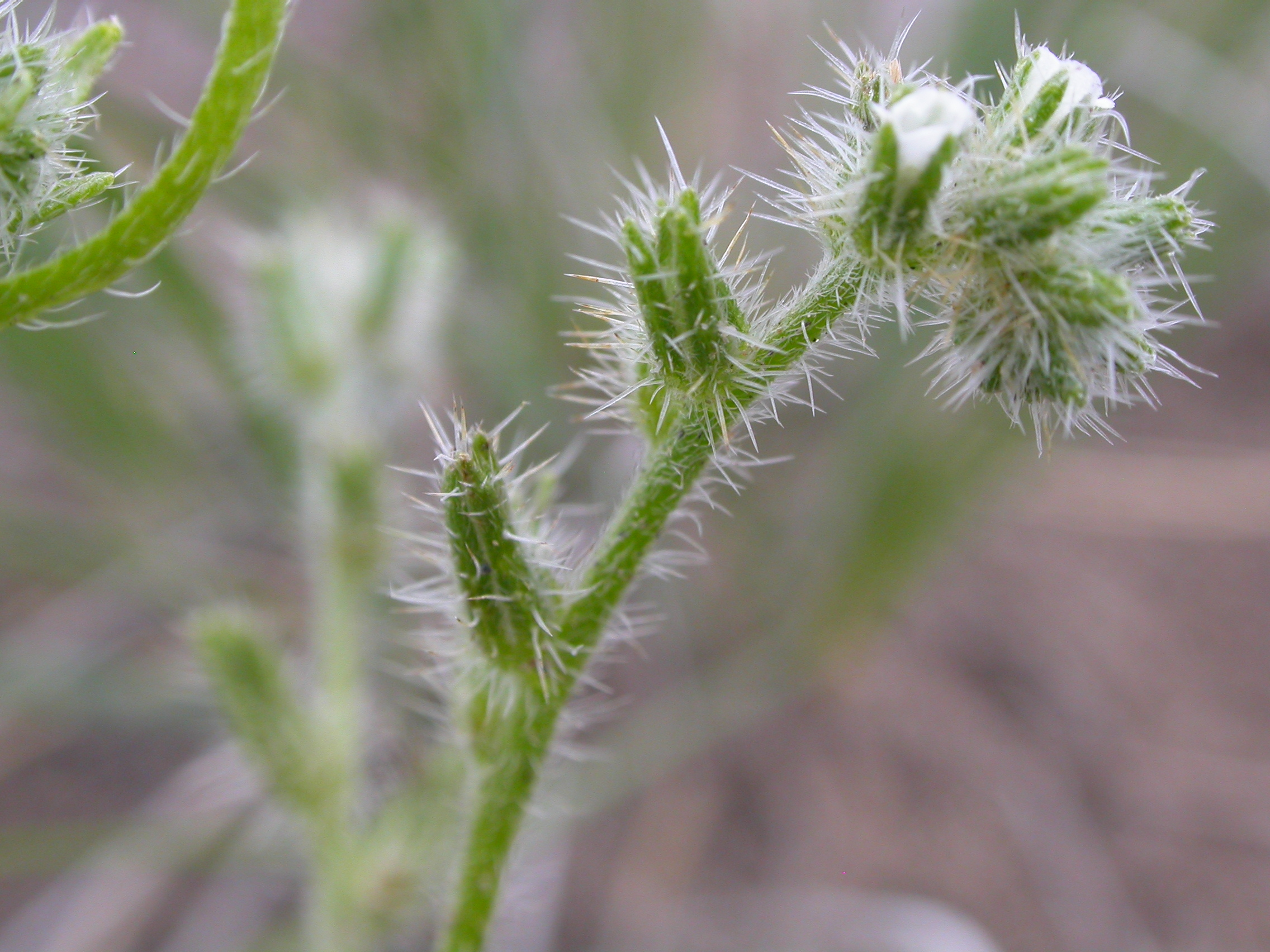
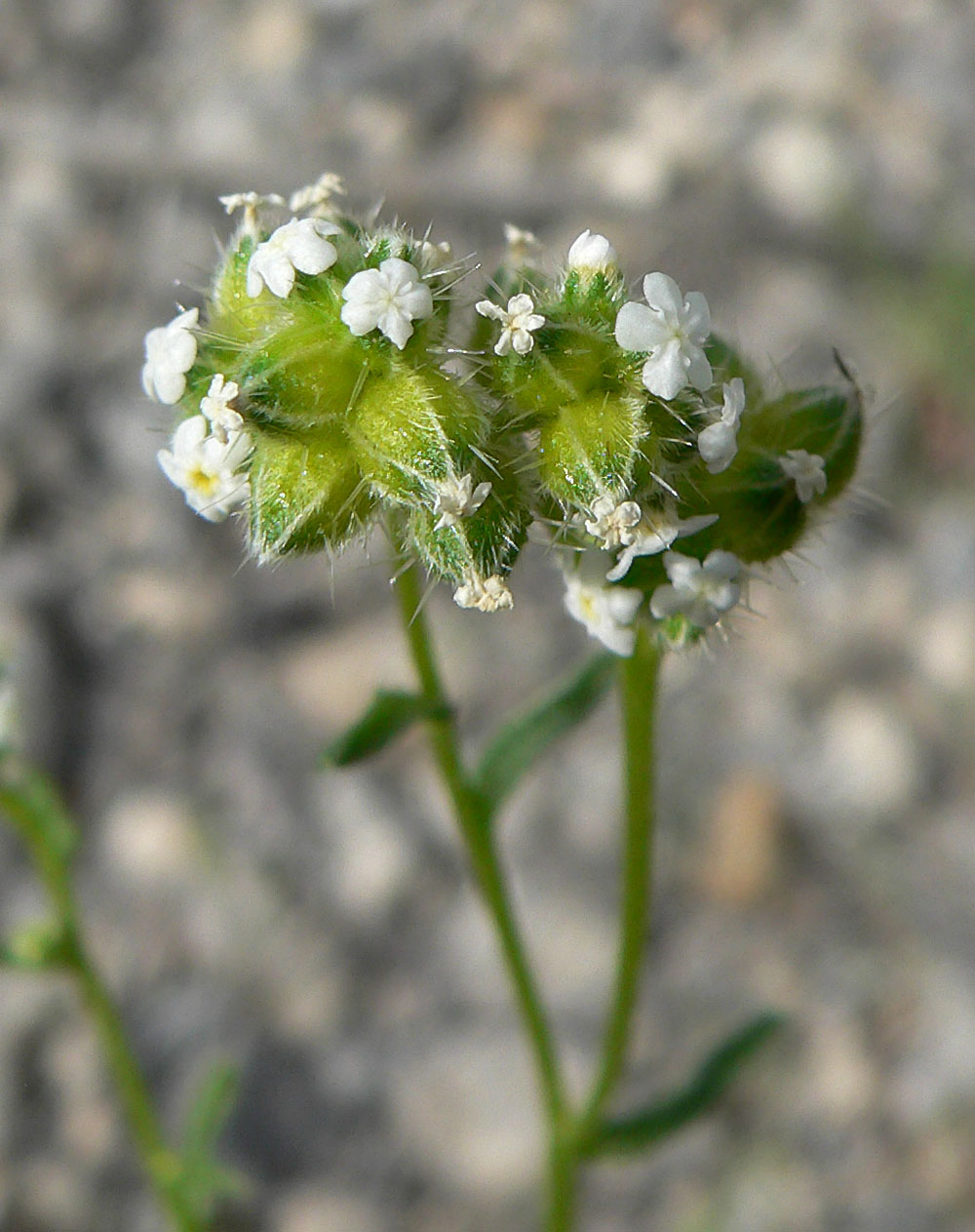
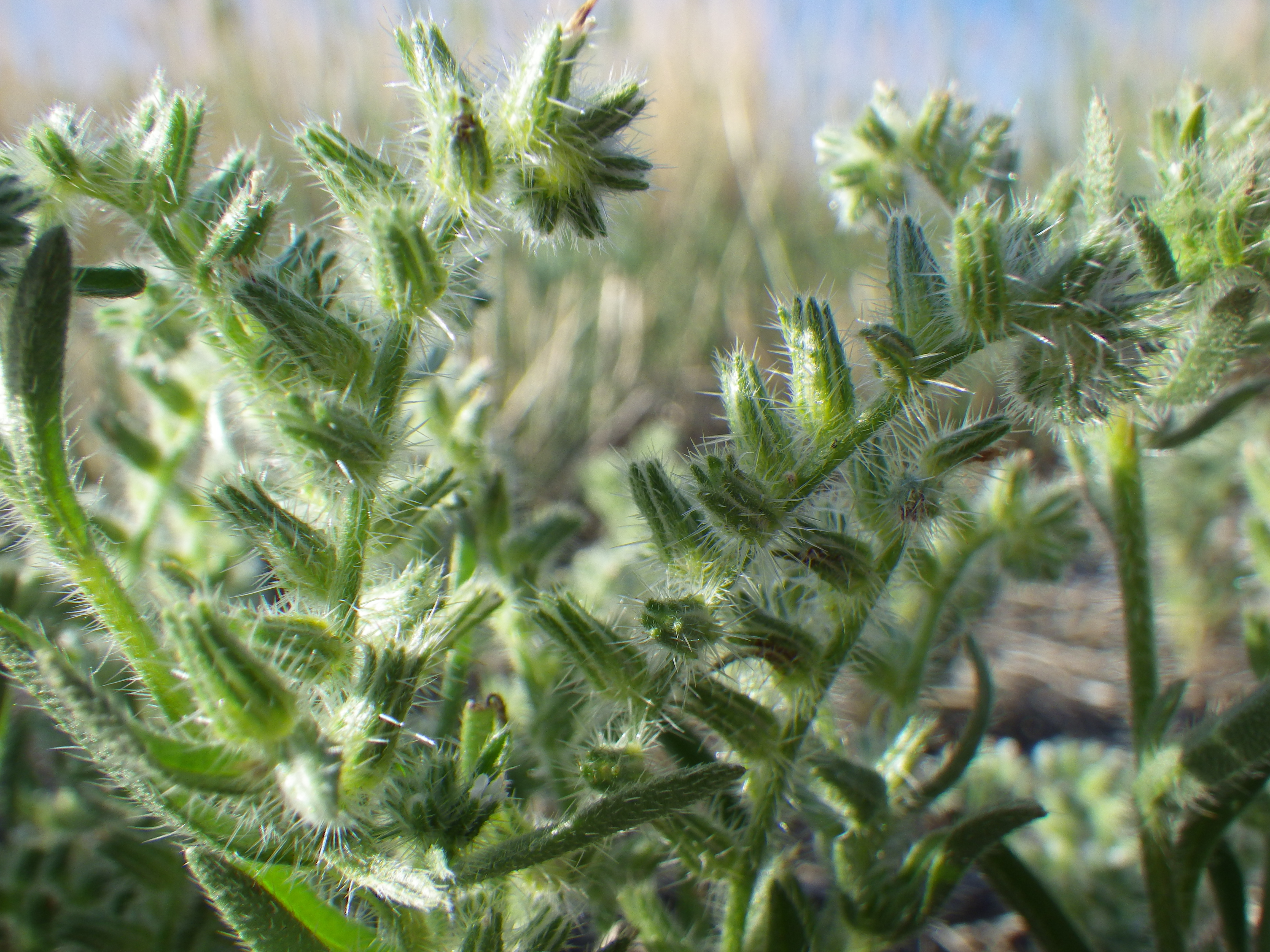
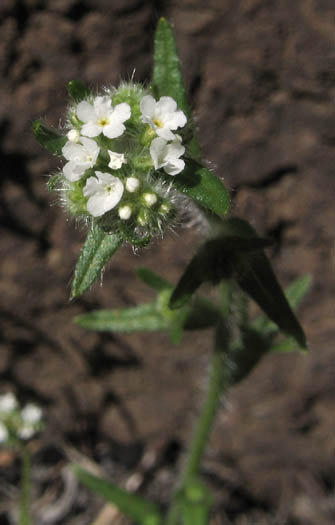
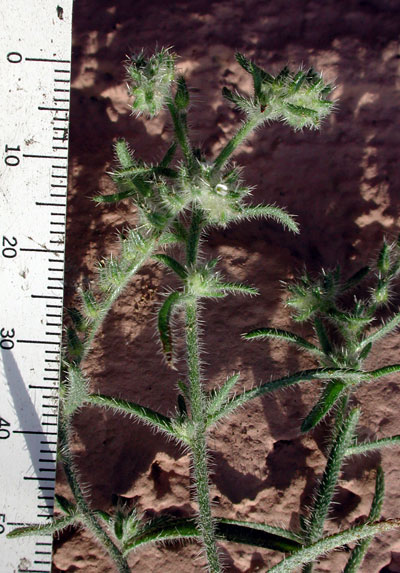
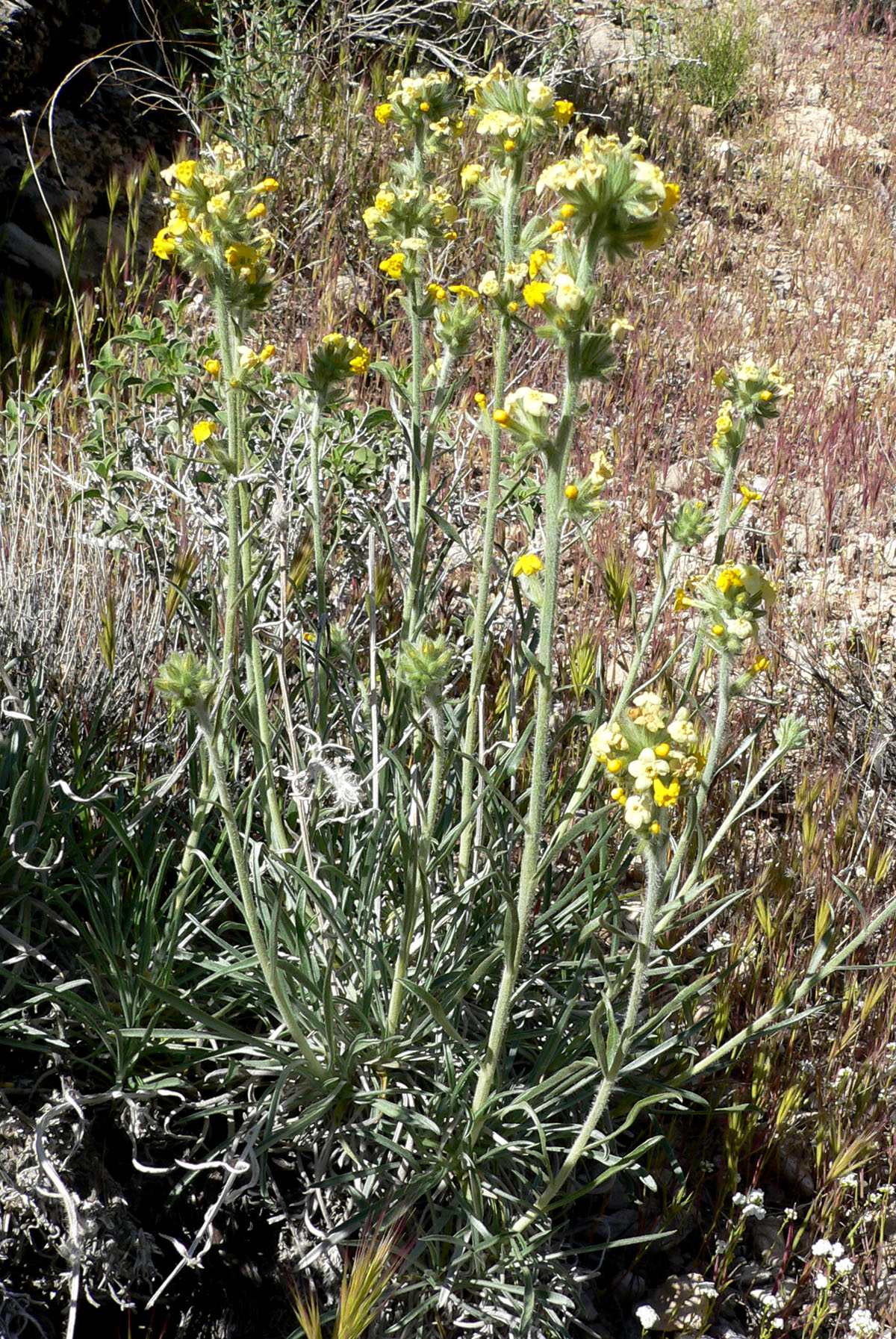

## Dottertaxa tillCryptantha, i alfabetisk ordning[1]
- Cryptantha abata
- Cryptantha affinis
- Cryptantha albida
- Cryptantha alfalfalis
- Cryptantha alyssoides
- Cryptantha ambigua
- Cryptantha angustifolia
- Cryptantha aprica
- Cryptantha argentea
- Cryptantha aspera
- Cryptantha barbigera
- Cryptantha calycina
- Cryptantha calycotricha
- Cryptantha capituliflora
- Cryptantha chaetocalyx
- Cryptantha chispae
- Cryptantha clandestina
- Cryptantha clevelandii
- Cryptantha clokeyi
- Cryptantha corollata
- Cryptantha crassisepala
- Cryptantha crinita
- Cryptantha cynoglossoides
- Cryptantha decipiens
- Cryptantha dichita
- Cryptantha diffusa
- Cryptantha dimorpha
- Cryptantha dolichophylla
- Cryptantha dumetorum
- Cryptantha echinella
- Cryptantha excavata
- Cryptantha fendleri
- Cryptantha filaginea
- Cryptantha filiformifolia
- Cryptantha filiformis
- Cryptantha flaccida
- Cryptantha ganderi
- Cryptantha gayi
- Cryptantha geohintonii
- Cryptantha globulifera
- Cryptantha glomerata
- Cryptantha glomeriflora
- Cryptantha glomerulifera
- Cryptantha gnaphalioides
- Cryptantha gracilis
- Cryptantha granulosa
- Cryptantha gypsites
- Cryptantha haplostachya
- Cryptantha hispida
- Cryptantha hispidula
- Cryptantha hooveri
- Cryptantha incana
- Cryptantha intermedia
- Cryptantha involucrata
- Cryptantha kelseyana
- Cryptantha kingii
- Cryptantha latefissa
- Cryptantha leiocarpa
- Cryptantha limensis
- Cryptantha linearis
- Cryptantha longifolia
- Cryptantha marioricardiana
- Cryptantha mariposae
- Cryptantha maritima
- Cryptantha marticorenae
- Cryptantha martirensis
- Cryptantha mendocina
- Cryptantha mexicana
- Cryptantha microstachys
- Cryptantha milobakeri
- Cryptantha minima
- Cryptantha mirabunda
- Cryptantha mohavensis
- Cryptantha muricata
- Cryptantha nemaclada
- Cryptantha nevadensis
- Cryptantha nubigena
- Cryptantha oxygona
- Cryptantha papillosa
- Cryptantha patagonica
- Cryptantha patula
- Cryptantha peruviana
- Cryptantha phacelioides
- Cryptantha pterocarya
- Cryptantha rattanii
- Cryptantha recurvata
- Cryptantha romanii
- Cryptantha scoparia
- Cryptantha simulans
- Cryptantha sparsiflora
- Cryptantha spathulata
- Cryptantha subamplexicaulis
- Cryptantha taltalensis
- Cryptantha texana
- Cryptantha torreyana
- Cryptantha traskiae
- Cryptantha utahensis
- Cryptantha varians
- Cryptantha watsonii
- Cryptantha werdermanniana
- Cryptantha wigginsii
- Cryptantha volckmannii